# 콰인-매클러스키 알고리즘
콰인-매클러스키 알고리즘(Quine-McCluskey algorithm)은 논리식을 최소화하는 알고리즘이다. 내부적으로는 카노 맵과 동일하지만, 그림을 그려서 맞추는 카노 맵과 달리 표를 사용하기 때문에 컴퓨터에서 쉽게 돌릴 수 있다. 또한 논리함수의 최소 형태를 결정론적으로 구할 수 있다.
알고리즘은 다음 두 단계로 구성된다.
1. 주어진 함수의 후보항(Prime Implicants)들을 모두 구한다.
2. 후보항들을 이용해서 후보항 표에서 필수항(Essential Prime Implicant)을 구한다.

## 복잡도
카노 맵과 달리, 콰인-매클러스키 알고리즘을 사용하면 변수가 4개를 넘더라도 효율적으로 논리 최적화할 수 있다. 그러나 논리 최적화 문제가 기본적으로 NP-완전이므로, 콰인-매클러스키 알고리즘은 변수의 개수가 제한된 경우에만 효율적으로 실행할 수 있다. 콰인-매클러스키 알고리즘의 실제 실행시간은 입력에 대해 지수적으로 증가한다. n 개의 변수가 있을 때, 후보항 개수의 상한은 3n/n임을 보일 수 있다. n = 32이면 6.1 * 1014, 즉 617조 개의 후보항이 존재한다. 변수의 개수가 많을 때는 발견법으로 풀 수밖에 없다.

## 예제

### 1 단계: 후보항 찾기
다음 함수를 최소화 해보자:
f(A, B, C, D) = {\displaystyle \Sigma }(4, 8, 9, 10, 11, 12, 14, 15)
```
     
A B C D   f

 m0  0 0 0 0   0
 m1  0 0 0 1   0
 m2  0 0 1 0   0
 m3  0 0 1 1   0
 m4  0 1 0 0   1
 m5  0 1 0 1   0
 m6  0 1 1 0   0
 m7  0 1 1 1   0
 m8  1 0 0 0   1
 m9  1 0 0 1   1
m10  1 0 1 0   1
m11  1 0 1 1   1
m12  1 1 0 0   1
m13  1 1 0 1   0
m14  1 1 1 0   1
m15  1 1 1 1   1
```

최소항(minterm)들의 합으로 표현하면, 쉽게 곱의 합 정규형 표현(canonical sum of products expression)을 얻는다.
{\displaystyle f_{A,B,C,D}=A'BC'D'+AB'C'D'+AB'C'D+AB'CD'+AB'CD+ABC'D'+ABCD'+ABCD}
물론 이것은 최소가 아닐것이다. 따라서 모든 최소항들을 일단 최소항 표에 넣어 최적화 한다.
| 1의 개수 | 최소항 | 2진수 표기 |
| -------- | ------ | ---------- |
| 1        | m4     | 0100       |
| 1        | m8     | 1000       |
| 2        | m9     | 1001       |
| 2        | m10    | 1010       |
| 2        | m12    | 1100       |
| 3        | m11    | 1011       |
| 3        | m14    | 1110       |
| 4        | m15    | 1111       |

여기서 최소항을 다른 최소항과 결합한다. 만일 두 항이 한 자리만 차이난다면, 그 자리를 -로 대체한다(이것은 그 자리가 영향을 끼치지 않는다는 것을 의미한다). 더 이상 결합하지 못하는 항(pi = prime implicant)들은 *로 표시하였다.
|                   | section | 후보항         | bit 표기 | pi |
| 크기가 1인 후보항 | 1       | m4             | 0100     |    |
| 크기가 1인 후보항 | 1       | m8             | 1000     |    |
| 크기가 1인 후보항 | 2       | m9             | 1001     |    |
| 크기가 1인 후보항 | 2       | m10            | 1010     |    |
| 크기가 1인 후보항 | 2       | m12            | 1100     |    |
| 크기가 1인 후보항 | 3       | m11            | 1011     |    |
| 크기가 1인 후보항 | 3       | m14            | 1110     |    |
| 크기가 1인 후보항 | 4       | m15            | 1111     |    |
| 크기가 2인 후보항 | 1       | m(4,12)        | -100     | *  |
| 크기가 2인 후보항 | 1       | m(8,9)         | 100-     |    |
| 크기가 2인 후보항 | 1       | m(8,10)        | 10-0     |    |
| 크기가 2인 후보항 | 1       | m(8,12)        | 1-00     |    |
| 크기가 2인 후보항 | 2       | m(9,11)        | 10-1     |    |
| 크기가 2인 후보항 | 2       | m(10,11)       | 101-     |    |
| 크기가 2인 후보항 | 2       | m(10,14)       | 1-10     |    |
| 크기가 2인 후보항 | 2       | m(12,14)       | 11-0     |    |
| 크기가 2인 후보항 | 3       | m(11,15)       | 1-11     |    |
| 크기가 2인 후보항 | 3       | m(14,15)       | 111-     |    |
| 크기가 4인 후보항 | 1       | m(8,9,10,11)   | 10--     | *  |
| 크기가 4인 후보항 | 1       | m(8,10,12,14)  | 1--0     | *  |
| 크기가 4인 후보항 | 2       | m(10,11,14,15) | 1-1-     | *  |

### 2 단계: 후보항 표
더는 어떤 항도 결합할 수 없을 때, 필수항 표(essential prime implicant table)를 만든다. 이전 과정에서 얻은 최후의 후보항들을 표에 세로로 늘어놓고, 가로로는 앞에서 얻었던 최소항들을 나열한다.
|                 | 4 | 8 | 9 | 10 | 11 | 12 | 14 | 15 |
| m(4,12)*        | X |   |   |    |    | X  |    |    |
| m(8,9,10,11)*   |   | X | X | X  | X  |    |    |    |
| m(8,10,12,14)*  |   | X |   | X  |    | X  | X  |    |
| m(10,11,14,15)* |   |   |   | X  | X  |    | X  | X  |

필수항을 *로 표시하였다. 만일 후보항을 더 이상 없앨 수 없다면 남은 후보항은 필수항이다. 3번째의 항은 1, 2가 표현하는 최소항에 의해 표현되므로 없앨 수 있다. 1, 3, 4번 항을 택하는 것도 다른 답이 된다. 가끔 후보항들이 모든 최소항을 표현해내지 못할 때가 있는데, 그럴 때는 추가 과정이 필요하다. 가장 간단한 "추가 과정"은 모두 시도해보는 것이지만, 더 체계적인 방법으로 페트릭의 방법(Petrick's Method)이 있다. 이 예제에서 최소 후보항은 모든 최소항을 표현해내므로 아래와 같은 식을 얻을 수 있다.
{\displaystyle f_{A,B,C,D}=BC'D'+AB'+AC}
위의 식은 원래의 식과 논리적으로 동치이다.
{\displaystyle f_{A,B,C,D}=A'BC'D'+AB'C'D'+AB'C'D+AB'CD'+AB'CD+ABC'D'+ABCD'+ABCD}